# William Bateson
William Bateson (Whitby, North Yorkshire, 8 de agosto de 1861 — Merton, Surrey, 8 de fevereiro de 1926) foi um biólogo inglês que ficou conhecido como o "Pai da Genética". Um ano antes de usar o termo genética pela primeira vez na história da humanidade, ele tornou-se pai do pensador ciberneticista Gregory Bateson, igualmente brilhante.
Bateson  efetuou  seus estudos no  St. John College da Universidade de Cambridge.  Trabalhou como assistente da  cátedra de zoologia e pesquisou  no jardim botânico, onde se dedicou ao estudo dos problemas da variação e da herança, assuntos que lhe haviam interessado desde o início da sua vida científica. Em 1908 ocupou a cátedra de biologia e, em 1910, assumiu  a direção  do Instituto de Horticultura  John Innes, em Merton.
Sua relação com o  mendelismo se manifestou no seu primeiro trabalho, intitulado  Hibridação e cruzamento como método de investigação científica, que apresentou na  I Conferência Internacional sobre Hibridação, realizada em Londres em  1899. Bateson foi o primeiro a divulgar na Inglaterra as investigações de  Mendel, tendo sido com seus trabalhos e publicações um grande defensor deste.
Em 1902 publicou  "Os princípios mendelianos da herança: uma defesa", com a tradução dos trabalhos originais de  Mendel sobre hibridação, publicados em 1866. Sugeriu pela primeira vez o termo genética para a ciência da herança e da variação. Também criou os termos homozigoto, heterozigoto, alelomorfo ( mais tarde abreviado para alelo ) e  epistático.

## O Pai da Genética
Conhecido como o pai da genética, um termo de sua autoria para designar a ciência dos genes, da hereditariedade e da variação dos organismos. 
Estudou na Rugby School, Cambridge, foi o primeiro professor britânico de genética (Cambridge, 1908-1910), diretor do John Innes Horticultural Institution (1910-1926) e professor de fisiologia na Royal Institution (1912-1926). 
Usou pela primeira vez o termo genética (1905) para descrever o estudo da variação e hereditariedade, em uma carta dirigida ao embriologista de Cambridge, Adam Sedgewick. Ele, na Inglaterra, e Hugo de Vries (1848-1935), na Holanda, descobriram que as espécies parecem evoluir em passos bruscos e descontínuos, chamados por de Vries de mutações (1900), pouca antes de tomarem conhecimento dos estudo de Gregor Mendel (1822-1884). 
Tornou-se pesquisador das grandes e súbitas mutações familiares aos horticultores práticos, em desacordo com a teoria de Charles Darwin (1809-1882). Divulgou um documento (1906), juntamente com outro biólogo inglês Reginald Punnet (1875-1967), provando a semelhança entre a teoria de Mendel e a separação de cromossomos durante a divisão dos núcleos das células e morreu em Londres.